# Čedad
Čedad (italijansko Cividale del Friuli, furlansko Cividât oz. Zividât;, nemško Östrich), tudi Staro mesto, je mesto v severni Italiji (občina ima 11.500, samo mesto pa okoli 9.000 prebivalcev) ob reki Nadiži, v deželi Furlanija - Julijska krajina. Od leta 2016 je Čedad središče Nadiške medobčinske zveze, ki vključuje tudi velik del Beneške Slovenije oz. natančneje Nadiške doline.

## Etimologija in poimenovanja
V rimskih časih je bilo ime današnjega mesta Forum Iulii ali Gens Iulia, morda kot poklon Gaju Juliju Cezarju ali zaradi tukajšnje prisotnosti velikega števila pripadnikov rodu Julijcev. Od osmega stoletja dalje se je naselbina imenovala Civitas Forum Iulii, se pravi, da je postala "mesto". Zgodovinar Pavel Diakon ga imenuje Civitas vel Castrum Foroiulianum (mesto ali utrdba Julijskega trga). Ko so Franki leta 776 dokončno porazili Langobarde, je mesto dobilo ime Civitas Austriae, kar pomeni »Mesto na vzhodu«, saj je ležalo v vzhodnem delu frankovskega cesarstva. Poljudno se je uporabljalo skrajšanje na Civitate, lokalno Sividat in Čividat, dokler se ni v petnajstem stoletju ustalilo današnje poimenovanje Cividale del Friuli /Cividât/Čedad , medtem ko je svoje prvotno ime (Forum Iulii > Friuli / Friûl) posodil zgodovinski pokrajini Furlaniji.

## Geografija
Čedad leži v neposredni bližini slovensko-italijanske meje in je 17 km oddaljen od Vidma (Udine). S cesto je preko mejnega prehoda Robič povezan s Kobaridom. Število prebivalcev se ocenjuje na 11.355.

## Zgodovina

### Rimski imperij
Prvotno keltsko naselje (še iz železne dobe), je v četrtem stoletju pr. n. št. zaradi svojega strateškega pomena okoli leta 56 pr. n. št. postalo rimski kastrum (vojaška utrdba), ki ga je Julij Cezar kmalu povišal v forum (trg). V kratkem je postal municipium in končno okoli leta 7 n. št. civitas romana (rimsko mesto). V petem stoletju, po opustošenju Ogleja s strani Hunov, je Čedad postal prestolnica Furlanije in sedež Desete regije (Regio X Venetia et Histria).

### Vojvodina Furlanija
Čedad je po padcu rimskega imperija najprej pripadel Odoakru in nato Ostrogotskemu kraljestvu in bizantinskemu cesarstvu. Po langobardski osvojitvi Furlanije leta 568 je postal središče furlanskega vojvodstva, prve stalne samoupravne skupnosti Langobardov. V 7. in 8. stoletju so sledili vdori Obrov in Slovanov, zato se je okoli 705-720 ob langobardskem obrambnem pasu ustalila romansko-slovenska jezikovna meja, ki obstoja še danes. Zaradi bizantinskih napadov na Oglej je leta 737 oglejski patriarh Kalist celo prenesel sedež patriarhata v Čedad. 
Leta 775 so Langobarde premagali Franki, ki so s presledki vladali Čedadu do leta 1077. V tem obdobju je močno narasla moč patriarhov, ki so končno ustanovili na obsežnem ozemlju današnje Furlanije novo državo Patrie dal Friûl, ki je bila svobodni vazal Svetega Rimskega cesarstva in je obstajala do leta 1419, ko so Benečani zagrozili z napadom. 

### Beneška republika
Čedad se je kot prvi od furlanskih mest brezpogojno zavezal nadvladi Benečanov in sklenil z njimi zavezništvo. Isto je kmalu storila preostala Patrie dal Friûl, s čimer si je zagotovila celo nadaljnje delovanje svojega parlamenta. Leta 1516 je bila podpisana Noyonska pogodba kot zaključek Cambraiske vojne in s tem je Beneška republika morala Avstriji odstopiti čedadsko Tolminsko gastaldijo, s katero je bilo povezano izkoriščanje Idrijskega rudnika. Čedad si od tega udarca ni več opomogel, ne samo ekonomsko, temveč predvsem strateško, saj je mesto ostalo praktično brez zaledja. Sledile so si razne interne fajde in spopadi s sosednjimi mesti, ki so propadanje le pospešili. Z ukinitvijo Beneške republike leta 1797 je Čedad postal del Svetega rimskega cesarstva in nato Avstrijskega cesarstva, sestavni del kraljevine Italije pa je bil od leta 1866 do 1946.

### Prva svetovna vojna
Med prvo svetovno vojno je bilo mesto takoj za prvo linijo soške fronte. S čudežem pri Kobaridu so mesto zasedli Avstrijci do leta 1918, ko so se vrnili Italijani.

### Druga svetovna vojna
Druga svetovna vojna je bila za mesto Čedad posebno težka. Na Čedajskem se ni odvijala samo splošna državljanska vojna, temveč tudi dramatični boj med partizani (liberalci, katoličani, monarhisti) in garibaldinci (komunisti in socialisti s podporo jugoslovanskega Devetega korpusa). Partizani so bili pripadniki brigad Osoppo-Friuli. Garibaldinci so se tako imenovali, ker so sestavljali Prvo Italijansko divizijo "Garibaldi". Čeprav je bila za obe strani najpomembnejša borba proti fašizmu, to včasih ni bilo dovolj za sodelovanje, niti za medsebojno razumevanje. 

## Čedad danes
Danes je Čedad pomembno gospodarsko, upravno in cerkveno središče Furlanije. Na razvoj Čedada sta vplivali predvsem trgovina med hribovitim in ravninskim svetom ter bližina prehoda med Furlansko ravnino in Soško dolino.

## Znamenitosti
V starem mestnem jedru je omembe vreden trg Piazza del Duomo. Tukaj je Pretorska palača ali Palazzo dei Provveditori Veneti, katere izvedbo pripisujejo Andrea Palladiu in je bila zgrajena med letoma 1565-1586. Od leta 1990 je v njej Narodni arheološki muzej Čedada, v katerem so Reichenauski rokopisi kot del UNESCOve svetovne dediščine pod naslovom Središča oblasti Langobardov.
Stolnica svete Marije Vnebovzete (Duomo di Santa Maria Assunta) je triladijska dvoranska cerkev. Prva cerkev na tem mestu sega v osmo stoletje, postaviti jo je dal patriarh Kalist. V sredini petnajstega stoletja je bila zaupana Bartolomeju delle Cisterne, ki jo je obnovil v beneškem gotskem slogu. Dela so trajala dlje časa, arhitekt je umrl leta 1480, stavba je ostala nedokončana. Do leta 1502 je velik del propadel. Rekonstrukcija je bila zaupana Pietru Lombardu, ki je zgradil sedanjo katedralo v mešanem slogu beneške, gotske in renesančne arhitekture. Ob koncu osemnajstega stoletja sta arhitekta Giorgio Massari in Bernardina Maccaruzzi izvedla veliko notranjo rekonstrukcijo.
Glavni oltar krasi srednjeveška oltarna podoba, ki jo podaril patriarh Pilgrim II. (1195–1204) in kaže Marijo z Jezusom, obdano z nadangeli in številnimi svetniki. Srebrn, delno pozlačen reliefni portret je okoli en meter visok in dva metra širok pravokotnik, ki visi nad glavnim oltarjem v prezbiteriju. Oltarna podoba je razdeljena na štiri dele: v središču je triptih, ki prikazuje Marijo kot Božjo Mater (latinsko Mater Dei) z otrokom Jezusom v naročju, od leve proti desni sta nadangela Mihael in Gabrijel. Triptih obdajata na vsaki strani odseka, kjer je skupno 25 moških in ženskih svetnikov, ki stojijo drug poleg drugega v treh vodoravnih vrstah. Vsi razen Jezusa so opisani z imeni. V spodnjem delu kleči patriarh Pilgrim II, označen s spremnim napisom donatorja oltarja. Latinski napis je bil točkovno vgraviran 200 let pred iznajdbo tiska.,
Ob stolnici je Krščanski muzej (Museo Cristiano), v katerem med drugim hranijo langobardski prestol in krstni kamen. Tukaj si tudi freske in sgraffito podobe življenja Langobardov.
V bližini je Mestna hiša zgrajena leta 1565. Pred njo stoji bronast kip Julija Cezarja.
Preko reke Nadiže vodi Hudičev most, znamenitost mesta, z znano legendo o paktu s hudičem, ki je zaviral gradnjo. Na bregu je obok naslonjen v skalo, znano kot keltski hypogäum (latinsko Hypogeum, gr. hypógeion iz hypo - »pod« in gea »zemlja«, »podzemna jama«), rimska ječa ali langobardski zapor. 
Cerkvica Santa Maria in Valle iz 8. stoletja stoji v bližini reke v stari langobardski četrti in je bila morda langobardska kapela. Zato se imenuje tudi Tempietto Longobardo. 
Nad mestom na vzhodu, tik ob slovenski meji, se nahaja romarska cerkev Stara gora nad Čedadom (it. Beata Vergine di Castemonte, furl. Madone di Mont). Na hribu Purgessimo najdemo ruševine gradu Gronumberg. 
Mesto je znano tudi po vinorodni regiji Collio, ki je italijanski del Goriških Brd.
Čedad sodeluje v projektu Longobardi v Italiji, kot kandidat za vpis na seznam Unescove kulturne dediščine.
Od prireditev je zanimiva maša z mečem (messa dello spadone) na 6. januarja ter palij sv. Donata na 21. avgusta. V Čedadu se na 6. januar pogosto obhaja dan emigranta v spomin na Slovence, ki so se zaradi slabih življenjskih razmer izselili iz Beneške Slovenije in Rezije. 